# Valparaiso (Indiana)
Pour les articles homonymes, voir Valparaiso (homonymie).
La ville de Valparaiso (en anglais [ˌvɑlpəˈreɪzoʊ]) est le siège du comté de Porter, dans l’État de l’Indiana, aux États-Unis. Lors du recensement de 2010, elle comptait 31 730 habitants. Elle fait partie de l’aire métropolitaine de Chicago.

## Histoire
La ville a été établie en 1836 sous le nom de Portersville, avant d’être renommée Valparaiso l’année suivante.

## Sport
La ville dispose de nombreuses installations sportives, parmi lesquelles le Brown Field, qui sert d'enceinte à domicile à l'équipe universitaire des Valparaiso Beacons.

## Démographie
| Groupe            | Valparaiso | Indiana | États-Unis |
| ----------------- | ---------- | ------- | ---------- |
| Blancs            | 89,9       | 84,3    | 72,4       |
| Afro-Américains   | 3,3        | 9,1     | 12,6       |
| Autres            | 2,3        | 2,7     | 6,4        |
| Métis             | 2,1        | 2,0     | 2,9        |
| Asiatiques        | 2,1        | 1,6     | 4,8        |
| Amérindiens       | 0,3        | 0,3     | 0,9        |
| Total             | 100        | 100     | 100        |
|                   |            |         |            |
| Latino-Américains | 7,1        | 6,0     | 16,7       |

Selon l’American Community Survey, pour la période 2011-2015, 93,24 % de la population âgée de plus de 5 ans déclare parler anglais à la maison, alors que 2,86 % déclare parler l'espagnol, 0,67 % une langue chinoise, 0,52 % l'hindi et 2,72 % une autre langue.
Le revenu par habitant était en moyenne de 27 275 dollars par an entre 2012 et 2016, légèrement supérieur à la moyenne de l’Indiana (26 117 dollars), mais inférieur à la moyenne nationale (29 829 dollars). Sur cette même période, 14,9 % des habitants de Valparaiso vivaient sous le seuil de pauvreté (contre 14,1 % dans l'État et 12,7 % à l'échelle des États-Unis).

## Personnalités liées à la ville
- Joan Leitzel, mathématicienne, y est née.

## Source
- (en) Cet article est partiellement ou en totalité issu de l’article de Wikipédia en anglais intitulé « Valparaiso, Indiana » (voir la liste des auteurs).

1. ↑  (en) « Valparaiso, IN Population - Census 2010 and 2000 », sur censusviewer.com.
2. ↑  (en) « Population of Indiana - Census 2010 and 2000 », sur censusviewer.com.
3. ↑  (en) « Language spoken at home by ability to speak English for the population 5 years and over », sur factfinder.census.gov.
4. ↑  (en) Bureau du recensement des États-Unis, « Valparaiso city, Indiana; Indiana; UNITED STATES », sur census.gov.